# تشارلي هورتون
تشارلي هورتون (بالإنجليزية: Charlie Horton)‏ (14 سبتمبر 1994 بلندن في المملكة المتحدة - ) هو لاعب كرة قدم أمريكي وبريطاني في مركز حراسة المرمى. لعب مع ليدز يونايتد.

## وصلات خارجية
- تشارلي هورتون على موقع الدوري الأمريكي (الإنجليزية)
- تشارلي هورتون على موقع قاعدة بيانات كرة القدم.إي يو (الإنجليزية)
- تشارلي هورتون على موقع Soccerbase.com (لاعب) (الإنجليزية)
- تشارلي هورتون على موقع Soccerway.com (الإنجليزية)
- تشارلي هورتون على موقع عالم كرة القدم.نت (الإنجليزية)
- تشارلي هورتون على موقع AS.com (الإسبانية)